# Veitshöchheim
Veitshöchheim è un comune tedesco di 10 088 abitanti, situato nel land della Baviera.
Il centro è noto per lo storico Castello di Veitshöchheim.